# 182044 Ryschkewitsch
182044 Ryschkewitsch este o planetă minoră (asteroid) din centura de asteroizi. A fost descoperită pe 5 februarie 2000 la Observatorul Național Kitt Peak de Marc Buie⁠(d). 
Obiectul prezintă o orbită caracterizată de o semiaxă mare de 2,3915046718374 UAi, o excentricitate de 0,20155068374806, o înclinație de 0,38954098881925 ° în raport cu ecliptica.